# Via de montanha
Os termos via de montanha ou rota de montanha são empregues para definir o itinerário  que o alpinista vai seguir para atingir o cume de uma montanha, rochedo ou muro de gelo. Um via pode ter dificuldades muito diferentes razão porque são sempre classificadas com mínima/máxima, a cotação do itinerário.
Como a montanha muda constantemente de aspeto é curioso notar que as descrições das vias na alta montanha, podem parecer vagas num desporto que exige uma alta responsabilidade e preparação. Nos 100 mais belas corridas de montanha podem encontrar-se descrições do tipo: Depois do Refúgio de l'Envers des Aiguilles atravessa-se a ponta des Nantillons e sobe-se o glaciar de l'Envers de Blaitière, e a ponta está à esquerda do corredor da face Sul do Maluco.
Na escalada em montanha rochosa - logo não coberta de neve - são geralmente mais estáveis, mas a escolha de uma má fenda pode deixar o alpinista numa situação delicada pelo que os guias além da descrição, são muitas vezes acompanhados por fotografias e/ou esquemas, designando os pontos a evitar e/ou os melhores sítios para [[bivaque]ar. 

## Abrir
Abrir uma via, é a expressão que exprime a ideia de ter sido feita pela primeira vez um itinerário de uma ascensão, seja de escalada ou em alpinismo. Geralmente a rota fica batizada com o nome de quem a abriu, mas o humor é grande neste círculo de pessoas como o provam o nome desta via, Festin de Babeth, para já não falar do  Je t'ai conquis, je t'adore!.

## Vias

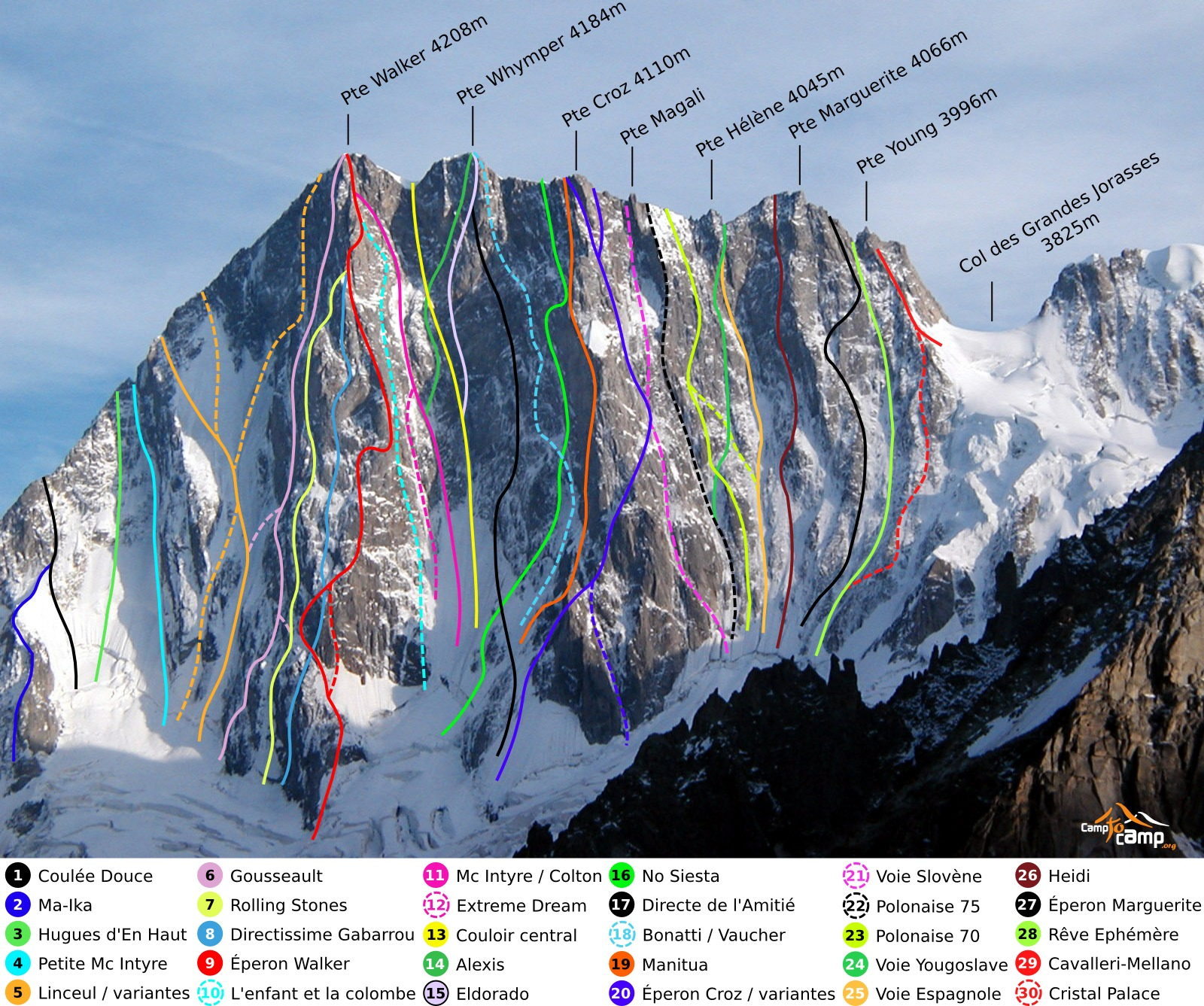
Vias da face norte das Grandes Jorasses

### Via normal
Via normal é o termo empregue em alpinismo para designar o percurso normalmente empregue para se chegar ao cume de uma montanha. Na maior parte das vezes, mas nem sempre, trata-se da via seguida pela primeira, a primeira ascensão.
Como característica principal, a via normal distingue-se dos outros itinerários de dificuldade maior, pois é a melhor maneira para partir do seu cimo.
Geralmente para cada ascensão há diferentes vias normais, e se em geral a via normal é a mais fácil, há exceções notáveis como a normal do K2 que é quase uma diretíssima.

### Via direta
A via direta pode não ser a mais rápida para se atingir o cimo pois o alpinista "obriga-se" a fazer o menos número de desvios de uma linha reta, logo sujeito a encontras inúmeras e/ou variadas dificuldades. O caso extremo da via direta é a diretíssima.